# Prefettura di Oujda-Angad
La prefettura di Oujda-Angad è una prefettura del Marocco, parte della Regione Orientale.

## Geografia antropica

### Suddivisioni amministrative
La prefettura di Oujda-Angad conta 3 municipalità e 8 comuni:

#### Municipalità
- Bni Drar
- Naima
- Oujda

#### Comuni
- Ahl Angad
- Ain Sfa
- Bni Khaled
- Bsara
- Isly
- Mestferki
- Sidi Boulenouar
- Sidi Moussa Lemhaya